# Bảng kiểm tra thị lực
Bảng kiểm tra thị lực (tiếng Anh: Eye chart), phát minh của Ferdinand Monoyer, là một bảng sử dụng để đo thị lực. Các bảng kiểm tra thị lực do các chuyên gia chăm sóc sức khỏe sử dụng, chẳng hạn như bác sĩ đo thị lực, bác sĩ hoặc y tá để kiểm tra những người bị suy giảm thị lực. Những nhà nhãn khoa, bác sĩ chuyên khoa mắt cũng sử dụng biểu đồ mắt để theo dõi thị lực của bệnh nhân để đáp ứng những liệu pháp điều trị khác nhau như thuốc men hay phẫu thuật.
Biểu đồ Snellen được sử dụng phổ biến nhất. Những loại biểu đồ thay thế khác bao gồm biểu đồ logMAR, Landolt C, biểu đồ E, biểu đồ Lea, bảng Golovin–Sivtsev, biểu đồ Rosenbaum và biểu đồ Jaeger.